# 황투고원

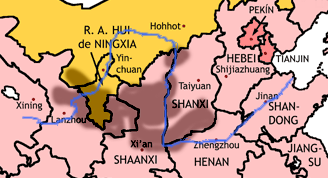
검게 표시된 지역이 황투고원

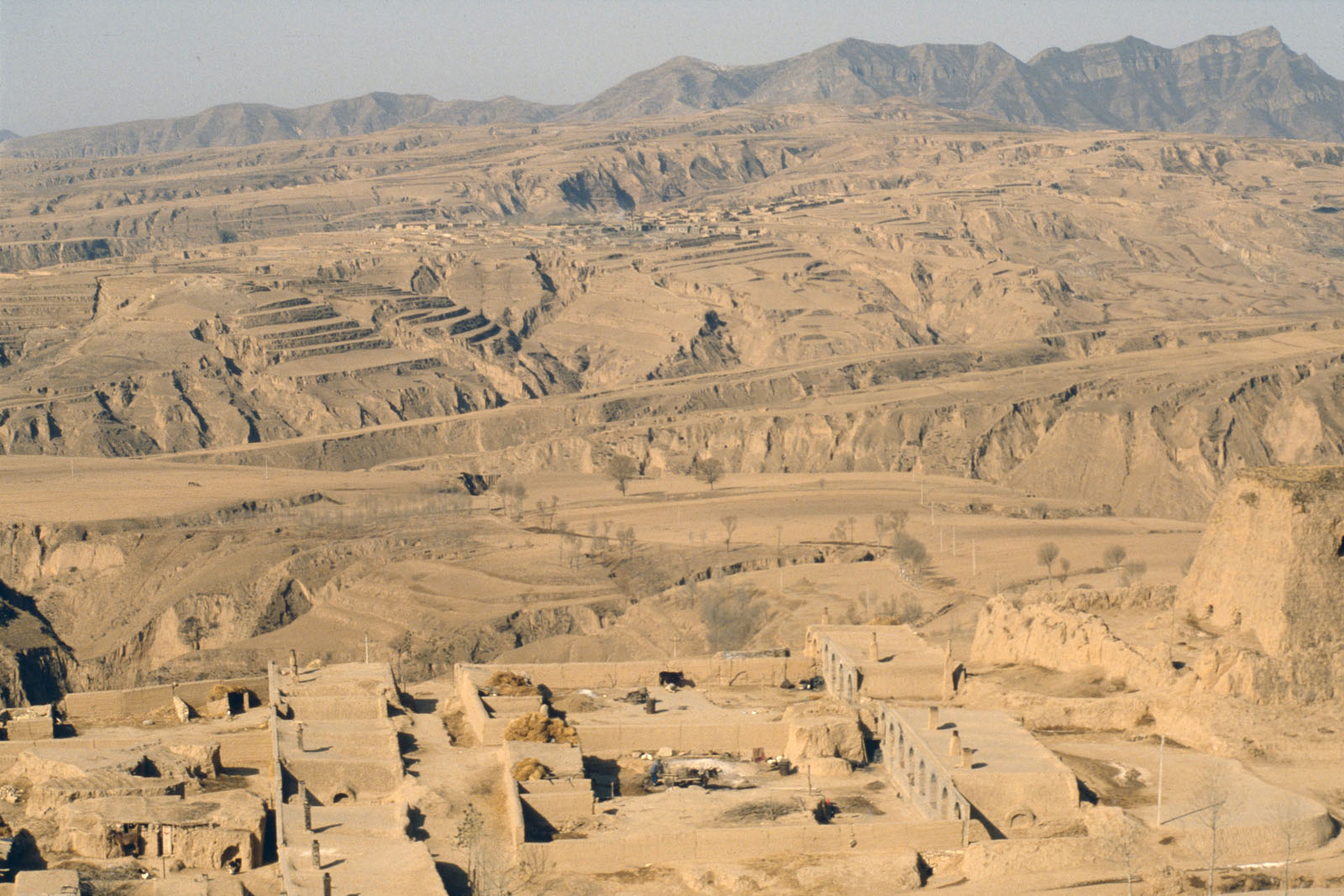
황투고원의 풍경

황투고원(黃土高原, 황토고원)이란 중국의 황하(黃河) 중류의 걸쳐 넓게 분포된 황토지구를 가리킨다. 그 범위는 동쪽에는 타이항산맥(太行山)있고 북쪽에는 만리장성(萬里長城)으로부터 남쪽의 진령이 이르고 서쪽에는 오초령(乌鞘岭)에 닿아있다. 면적은 약 400,000km2 정도이며, 해발 1,000m~2,000m 정도 된다. 황토층의 두께는 평균 50~80m이다. 황토고원은 식물이 거의 없어 여름철의 집중 호우와 유수로 인해 토양 침식이 쉽게 일어난다.